# 2016年国家领导人列表
本列表列出2016年各国家的国家元首、政府首脑及其他重要领导人。

## 非洲
- 阿尔及利亚
  - 总统 – 阿卜杜勒-阿齐兹·布特弗利卡(1999–2019年)
  - 总理 – 阿卜杜勒-马利克·塞拉勒 (2014– 2019年)
- 安哥拉
  - 总统– 若泽·爱德华多·多斯桑托斯 (1979-2017年)
- - 总统–
    1. 托马斯·博尼·亚伊,(2006–2016)
    2. 帕特里斯·塔隆(2016–现今)[1]

  - 总理 – 利昂内尔·津苏, (2015–2016)
- - 总统– 伊恩·卡马(2008–2018)
- 布吉納法索
  - 总统 – 罗克·马克·克里斯蒂安·卡波雷(2015–现今)
  - 总理 – 保罗·卡巴·蒂巴 (2016–2019)
- - 总统 – 皮埃尔·恩库伦齐扎 (2005–2020)
- 喀麦隆
  - 总统 –保罗·比亚 (1982–现今)
  - 总理 – 菲勒蒙·杨（2009–2019年)
- - 总统 – 豪尔赫·卡洛斯·丰塞卡(2011–现今)
  - 总理 –
    1. 若泽·马里亚·内维斯(2001–2016)
    2. 乌利塞斯·科雷亚·席尔瓦(2016–现今)
- 中非
  - Head of State –
    1. 卡特琳娜·桑巴-潘扎(2014–2016)
    2. 福斯坦-阿尔尚热·图瓦德拉(2016–现今)

  - 总理 –
    1. 穆罕默德·卡蒙 (2014–2016)
    2. Simplice Sarandji（英语：Simplice Sarandji）2016–现今)
- - 总统 – 伊德里斯·代比(1990–现今)
  - 总理 –
    1. 帕伊米·德贝(2013–2016)
    2. 阿尔贝·帕希米·帕达克(2016–2018)
- - 总统 –
    1. 伊基利卢·杜瓦尼纳(2011–2016)
    2. 阿扎利·阿苏马尼(2016–现今)
- 刚果共和国
  - 总统 – 德尼·萨苏-恩格索(1997–现今)
  - 总理 – 克莱芒·穆安巴(2016–现今)
- 刚果民主共和国
  - 总统 – 约瑟夫·卡比拉(2001–现今)
  - 总理 –
    1. 奥古斯丁·马塔塔·蓬约·马蓬（英语：Augustin Matata Ponyo）(2012–2016)
    2. 薩米·巴迪班加(2016–2017)
- - 总统 – 伊斯梅尔·奥马尔·盖莱(1999–现今)
  - 总理 – Abdoulkader Kamil Mohamed（英语：Abdoulkader Kamil Mohamed）(2013–现今)
- 埃及
  - 总统 – 阿卜杜勒-法塔赫·塞西(2014–现今)
  - 总理 – 謝里夫·伊斯梅爾(2015–现今)
- 赤道几内亚
  - 总统 – 特奥多罗·奥比昂·恩圭马·姆巴索戈(1979–现今)
  - 总理 –
    1. 比森特·埃阿特·托米(2012–2016)
    2. 弗朗西斯科·帕斯奎爾·奧巴馬·阿蘇埃(2016–现今)
- - 总统 – 伊薩亞斯·阿費沃爾基(1991–现今) [a]
- 衣索比亞
  - 总统 – 穆拉图·特肖梅(2013– 2018年)
  - 总理 – 海爾馬里亞姆·德薩萊尼(2012–2018)
- 加彭
  - 总统 – 阿里·邦戈·翁丁巴(2009–现今)
  - 总理 –
    1. 丹尼尔·欧纳·翁多(2014–2016)
    2. 埃馬紐埃爾·伊索澤-恩貢戴(2016–现今)
- - 总统 – 叶海亚·贾梅(1994–2017)
- - 总统 – 约翰·德拉马尼·马哈马(2012–2017)
- 几内亚
  - 总统 – 阿尔法·孔戴(2010–现今)
  - 总理 – 馬馬迪·尤拉(2015–2018)
- - 总统 – 若泽·马里奥·瓦斯(2014–现今)
  - 总理 –
    1. 卡洛斯·科雷亚(2015–2016)
    2. 巴希羅·賈(2016)
    3. Umaro Sissoco Embaló(2016–2018)
- - 总统 – 阿拉萨内·瓦塔拉(2010–现今)
  - 总理 – 达尼埃尔·卡布兰·敦坎(2012–2017)
- - 总统 – 乌胡鲁·肯雅塔, 肯亞總統 (2013–现今)
- 賴索托
  - Monarch – 莱齐耶三世, 賴索托君主列表 (1996–现今)
  - 总理 – 帕卡利塔·莫西西里,  莱索托首相列表 (2015–2017)
- 利比里亚
  - 总统 – 埃伦·约翰逊·瑟利夫, 利比里亚总统列表 (2006–2018)
- Libya
  -  国民代表大会 (利比亚)  (Government of Libya internationally recognized to 12 March 2016)
    - Head of State – 阿基拉·萨拉赫·伊萨, Chairman of the House of Representatives of Libya (co-claimant, 2014–现今)
    - 总理 – 阿卜杜拉·萨尼 (co-claimant, 2014–现今)

  -  National Salvation Government of Libya, government of 大国民议会 (利比亚) (Government of Libya in rebellion internationally unrecognized.)
    - Head of State – 努里·阿布·赛赫民 (2013–2014; co-claimant, 2014–2016)
    - 总理 – 哈利法·加維 (co-claimant, 2015–2016, 2016)

  -  民族團結政府  (Interim government internationally recognized as the sole legitimate government of Libya from 12 March 2016)
    - Head of State – 法耶茲·薩拉傑 (co-claimant, 2016–现今)
    - 总理 – 法耶茲·薩拉傑 (co-claimant, 2016–现今)
- 马达加斯加
  - 总统 – 埃里·拉乔纳里马曼皮亚尼纳 (2014–现今)
  - 总理 –
    1. 让·拉韦卢纳里武 (2015–2016)
    2. 奧利維爾·馬哈法利·索隆南卓沙那 (2016–2018)
- 马拉维
  - 总统 – 彼得·穆塔里卡(2014–现今)
- - 总统 – 易卜拉欣·布巴卡爾·凱塔(2013–现今)
  - 总理 – 莫迪博·凱塔 (1942年生) (2015–2017)
- 毛里塔尼亚
  - 总统 – 穆罕默德·乌尔德·阿卜杜勒-阿齐兹(2009–现今)
  - 总理 – Yahya Ould Hademine（英语：Yahya Ould Hademine） (2014–现今)
- 模里西斯
  - 总统 – Ameenah Gurib（英语：Ameenah Gurib） (2015–2018)
  - 总理 – Sir 阿内罗德·贾格纳特 (2014–2017)
- 摩洛哥
  - Monarch – 穆罕默德六世 (摩洛哥) (1999–现今)
  - 总理 – 阿卜杜勒-伊拉·本·基兰 (2011–2017)
- 莫桑比克
  - 总统 – 菲利佩·紐西 (2015–现今)
  - 总理 – 卡洛斯·多羅薩里奧 (2015–现今)
- 纳米比亚
  - 总统 – 哈格·根哥布 (2015–现今)
  - 总理 – 莎拉·庫岡吉爾瓦 (2015–现今)
- 尼日尔
  - 总统 – 穆罕默杜·伊素福 (2011–现今)
  - 总理 – 布里吉·拉菲尼 (2011–现今)
- 奈及利亞
  - 总统 –
    - 穆罕默杜·布哈里 (2015–现今)
    - Yemi Osinbajo（英语：Yemi Osinbajo） (2016)
- 邦特蘭 (self-declared autonomous state)
  - 总统 – 阿卜迪韦利·穆罕默德·阿里 (2014–现今)
- 卢旺达
  - 总统 – 保罗·卡加梅(2000–现今)
  - 总理 – 阿纳斯塔斯·穆雷凯奇 (2014–2017)
- 圣赫勒拿、阿森松和特里斯坦-达库尼亚 (英國海外領土)
  - Governor –
    1. Mark Andrew Capes（英语：Mark Andrew Capes） (2011–2016)
    2. Sean Burns (2016)
    3. 麗莎·菲利普斯 (總督) (2016–现今)
- 聖多美和普林西比
  - 总统 – 
    1. 曼努埃尔·平托·达科斯塔(2011–2016)
    2. 埃瓦里斯托·卡瓦略(2016–现今)

  - 总理 – 帕特里斯·特罗瓦达(2014–现今)
- 塞内加尔
  - 总统 – 麦基·萨勒(2012–现今)
  - 总理 – Mohammed Dionne（英语：Mohammed Dionne）(2014–现今)
- 塞舌尔
  - 总统 – 
    1. 詹姆斯·米歇尔(2004–2016)
    2. 丹尼·福尔(2016–现今)
- - 总统 – 欧内斯特·巴伊·科罗马(2007–2018)
- - 总统 – 哈桑·谢赫·马哈茂德(2012–2017)
  - 总理 – Omar Abdirashid Ali Sharmarke（英语：Omar Abdirashid Ali Sharmarke）(2014–2017)
- 索馬利蘭
  - 总统 – 艾哈迈德·穆罕默德·马哈茂德(2010–2017)
- 南非
  - 总统 – 雅各布·祖玛(2009–2018)
- 南蘇丹
  - 总统 – 萨尔瓦·基尔·马亚尔迪特(2005–现今) [b]
- 苏丹
  - 总统 – 奥马尔·巴希尔(1989–现今)
- - 国王 – 姆斯瓦蒂三世 (1986–现今)
  - 总理 – 巴納巴斯·西布西索·德拉米尼 (2008–现今)
- 坦桑尼亚
  - 总统 –  约翰·马古富利(2015–现今)
  - 总理 – 卡西姆·馬嘉尼華 (2015–现今)
- 多哥
  - 总统 –  福雷·纳辛贝 (2005–现今)
  - 总理 –  科米·塞隆·克拉苏 (2015–现今)
- 突尼西亞
  - 总统 – 贝吉·凯德·埃塞卜西(2014–现今)
  - 总理 –
    1. Habib Essid（英语：Habib Essid）,  (2015–2016)
    2. 优素福·查希德 (2016–现今)
- 乌干达
  - 总统 – 约韦里·穆塞韦尼  (1986–现今)
  - 总理 – 鲁哈卡纳·鲁贡达（英语：Ruhakana Rugunda）[2] (2014–现今)
- 阿拉伯撒哈拉民主共和国
  - 总统 –
    1. 穆罕默德·阿卜杜勒-阿齐兹,  (1976–2016)
    2. 卡特里·阿杜,  (2016)
    3. 卜拉欣·加利 (2016–现今)

  - 总理 – 阿卜杜勒-卡迪尔·塔利卜·奥马尔(2003–2018)
- 尚比亞
  - 总统 – 埃德加·伦古,  (2015–现今)
- 辛巴威
  - 总统 –罗伯特·穆加贝(1987–2017)

## 亚洲
- 阿富汗
  - 总统 – 阿什拉夫·加尼·艾哈迈德扎伊 (2014–现今)
  - 总理 – 阿卜杜拉·阿卜杜拉 (2014–现今)
- 巴林
  - Monarch – Sheikh 哈迈德·本·伊萨·本·萨勒曼·阿勒哈利法 (1999–现今)
  - 总理 – Prince 哈利法·本·萨勒曼·阿勒哈利法 (1970–现今) [c]
- - 总统 – 阿卜杜勒·哈米德 (2013–现今)
  - 总理 – 谢赫·哈西娜 (2009–现今)
- 不丹
  - Monarch – 吉格梅·凯萨尔·纳姆耶尔·旺楚克 (2006–现今)
  - 总理 – 策林·托傑 (2013–现今)
- - Monarch – 哈桑纳尔·博尔基亚 (1967–现今) [d]
  - 总理 – 哈桑纳尔·博尔基亚 (1984–现今)
- 柬埔寨
  - Monarch – 诺罗敦·西哈莫尼 (2004–现今)
  - 总理 – 洪森 (1985–现今) [e]
- 中華人民共和國
  - 中国共产党中央委员会总书记 – 习近平 (2012–现今)
  - 国家主席 – 习近平 (2013–现今)
  - 国务院总理 – 李克强 (2013–2023)
- 东帝汶
  - 总统 – 陶尔·马坦·鲁阿克 (2012–2017)
  - 总理 – 魯伊·馬里亞·德·阿勞若 (2015–2017)
- 印度
  - 总统 – 普拉纳布·慕克吉 (2012-2017)

现今:Ramnath kovind
- - 总理 – 纳伦德拉·莫迪 (2014–现今)
- 印度尼西亞
  - 总统 – 佐科·維多多 (2014–现今)
- 伊朗
  - 最高领袖 – Ayatollah 阿里·哈梅內伊 (1989–现今)
  - 总统 – 哈桑·鲁哈尼 (2013–现今)
- 伊拉克
  - 总统 – 福阿德·马苏姆 (2014–现今)
  - 总理 – 海德尔·阿巴迪 (2014–现今)
- 以色列
  - 总统 – 鲁文·里夫林 (2014–现今)
  - 总理 – 本雅明·内塔尼亚胡 (2009–现今)
- 日本
  - 天皇 – 明仁 (1989–现今)
  - 内阁总理大臣 – 安倍晋三 (2012–现今)
- 约旦
  - 国王 – 阿卜杜拉二世 (1999–现今)
  - 总理 –
    1. Abdullah Ensour（英语：Abdullah Ensour） (2012–2016)
    2. 哈尼·穆爾基 (2016–现今)
- - 总统 – 努尔苏丹·纳扎尔巴耶夫 (1990–现今) [f]
  - 总理 –
    1. 卡里姆·马西莫夫 (2014–2016)
    2. 巴克特然·薩金塔耶夫 (2016–现今)
- 朝鲜民主主义人民共和国
  - 朝鲜劳动党委员长 – 金正恩 (2012–现今)[3]
  - 朝鲜国务委员会委员长 – 金正恩 (2012–现今)[4] [g] (2011–现今)
  - De jure Head of State – 金永南 (1998–现今)
  - Premier – 朴奉珠 (2013–现今)
- 大韓民國
  - 总统 –
    - 朴槿惠 (2013–2017)
    - 黃教安 (2016–2017)

  - 国务总理 – 黃教安 (2015–2017)
- 科威特
  - Monarch – Sheikh 萨巴赫·艾哈迈德·贾比尔·萨巴赫, 科威特埃米尔列表 (2006–现今)
  - 总理 – Sheikh Jaber Al-Mubarak Al-Hamad Al-Sabah, 科威特首相 (2011–现今)
- - 总统 – 阿尔马兹别克·阿坦巴耶夫 (2011–2017)
  - 总理 –
    1. 捷米尔·萨里耶夫, 吉尔吉斯斯坦总理 (2015–2016)
    2. 索隆拜·熱恩別科夫, 吉尔吉斯斯坦总理 (2016–2017)
- - 最高领导人 –
    1. 朱馬利·賽雅貢, 老挝人民革命党中央委员会总书记 (2006–2016)
    2. 本扬·沃拉吉, 老挝人民革命党中央委员会总书记 (2016–现今)

  - 国家元首 –
    1. 朱馬利·賽雅貢, 老挝人民民主共和国主席 (2006–2016)
    2. 本扬·沃拉吉, 老挝人民民主共和国主席 (2016–现今)

  - 政府首脑 –
    1. 通邢·塔马冯, 老挝政府总理 (2010–2016)
    2. 通伦·西苏里, 老挝政府总理 (2016–现今)
- 黎巴嫩
  - 总统 –
    1. 塔馬姆·薩拉姆, Acting 总统 of Lebanon（英语：Prime Minister of Lebanon） (2014–2016)
    2. 米歇尔·奥恩, 总统 of Lebanon（英语：Prime Minister of Lebanon） (2016–现今)

  - 总理 –
    1. 塔馬姆·薩拉姆, 黎巴嫩总理 (2014–2016)
    2. 萨阿德·哈里里, 黎巴嫩总理 (2016–现今)
- 马来西亚
  - Monarch –
    1. Tuanku 苏丹端姑阿都哈林, 马来西亚最高元首 (2011–2016)
    2. 苏丹莫哈末五世, 马来西亚最高元首 (2016–现今)

  - 总理 – 纳吉·阿都拉萨, 马来西亚首相 (2009–2018)
- 馬爾地夫
  - 总统 – 阿卜杜拉·亚明, 马尔代夫总统 (2013–现今)
- 蒙古国
  - 总统 – 查希亚·额勒贝格道尔吉, 蒙古国总统 (2009–2017)
  - 总理 –
    1. 其米德·赛汗比勒格, 蒙古總理 (2014–2016)
    2. 扎爾格勒圖勒嘎·額爾登巴特, 蒙古總理 (2016–2017)
- 緬甸
  - 总统 –
    1. 登盛, 缅甸总统 (2011–2016)
    2. 廷觉, 缅甸总统 (2016–2018)

  - 总理 – 翁山蘇姬, 国务资政 (2016–2021)
- 尼泊尔
  - 总统 – 比迪娅·戴维·班达里, 尼泊尔总统 (2015–现今)
  - 总理 –
    1. 卡德加·普拉萨德·奥利, 尼泊尔政府首脑列表 (2015–2016)
    2. 普拉昌达, 尼泊尔政府首脑列表 (2016–2017)
- 阿曼
  - Monarch – 卡布斯·本·赛义德·阿勒赛义德, Sultan of Oman (1970–现今)
  - 总理 – 卡布斯·本·赛义德·阿勒赛义德, 阿曼苏丹 (1972–现今)
- 巴基斯坦
  - 总统 – 馬姆努恩·侯賽因, 巴基斯坦总统 (2013–现今)
  - 总理 – 納瓦茲·謝里夫, 巴基斯坦总理 (2013–2017)
- 巴勒斯坦 [h]
  - 总统 – 马哈茂德·阿巴斯, 巴勒斯坦总统 (2005–现今)
  - 总理 – 拉米·哈马达拉, {总理 of Palestine（英语：Government House of the State of Palestine） (2013–现今)
- 菲律賓
  - 总统 – 
    1. 貝尼格諾·阿基諾三世, 菲律宾总统 (2010–2016)
    2. 罗德里戈·杜特尔特, 菲律宾总统 (2016–现今)
- - Monarch – Sheikh 塔米姆·本·哈邁德·阿勒薩尼, 卡塔尔埃米尔 (2013–现今)
  - 总理 – Sheikh 阿卜杜拉·本·纳赛尔·本·哈利法·阿勒萨尼, 卡塔尔首相 (2013–现今)
- 沙烏地阿拉伯
  - Monarch – 萨勒曼·本·阿卜杜勒-阿齐兹·阿勒沙特, 沙特阿拉伯国王 (2015–现今)
  - 总理 – 萨勒曼·本·阿卜杜勒-阿齐兹·阿勒沙特, 沙特阿拉伯首相 (2015–现今)
- 新加坡
  - 总统 – 陈庆炎, 新加坡总统 (2011–2017)
  - 总理 – 李显龙, 新加坡總理 (2004–现今)
- 斯里蘭卡
  - 总统 – 邁特里帕拉·西里塞納, 斯里兰卡总统 (2015–现今)
  - 总理 – 拉尼尔·维克勒马辛哈, 斯里兰卡总理 (2015–现今)
- 敘利亞
  -  叙利亚
    - 总统 – 巴沙尔·阿萨德, 叙利亚总统 (2000–现今)
    - 总理 –
      1. 瓦埃勒·纳德尔·哈勒吉, {总理 of Syria（英语：Government House of Syria） (2012–2016)
      2. 伊馬德·哈米斯, {总理 of Syria（英语：Government House of Syria） (2016–现今)

  -  Syrian Interim Government (partially recognised, 叙利亚临时政府)
    - 总统 –
      1. 哈立德·胡杰, 总统 of the Syrian National Coalition (2015–2016)
      2. 阿纳斯·阿布德赫, 总统 of the Syrian National Coalition (2016–2017)

    - 总理 – 
      1. Ahmad Tu'mah（英语：Ahmad Tu'mah）, 叙利亚反对派和革命力量全国联盟 (2014–2016)
      2. Jawad Abu Hatab（英语：Jawad Abu Hatab）, 叙利亚反对派和革命力量全国联盟 (2016–现今)
- 中華民國 [i]
  - 总统 –
    1. 馬英九, 中華民國總統 (2008–2016)
    2. 蔡英文, 中華民國總統 (2016–现今)

  - 行政院院長 –
    1. 毛治國, 行政院院長 (2014–2016)
    2. 張善政, 行政院院長 (2016)
    3. 林全, 行政院院長 (2016–2017)
- - 总统 – 埃莫马利·拉赫蒙, 塔吉克斯坦总统 (1992–现今)
  - 总理 – 科基尔·拉苏尔佐达, 塔吉克斯坦总理 (2013–现今)
- 泰國
  - Monarch –
    1. 普密蓬·阿杜德, 泰國君主 (1946–2016)
    2. 玛哈·哇集拉隆功, 泰國君主 (2016–现今)

  - Regent – 炳·廷素拉暖, 攝政 (泰國) (2016)
  - 总理 – 巴育·占奥差, {总理 of Thailand（英语：Government House of Thailand） (2014–现今)
- 土耳其
  - 总统 – 雷杰普·塔伊普·埃尔多安, 总统 of Turkey（英语：Prime Minister of Turkey） (2014–现今)
  - 总理 –
    1. 艾哈迈德·达武特奥卢, {总理 of Turkey（英语：Government House of Turkey） (2014–2016)
    2. 比纳利·耶伊尔德勒姆, {总理 of Turkey（英语：Government House of Turkey） (2016–现今)
- - 总统 – 库尔班古力·别尔德穆哈梅多夫, 土库曼斯坦总统 (2006–现今)
- 阿联酋
  - 总统 – Sheikh 哈利法·本·扎耶德·阿勒纳哈扬, 阿联酋总统列表 (2004–现今)
  - 总理 – Sheikh 穆罕默德·本·拉希德·阿勒马克图姆, 阿联酋总理列表 (2006–现今)
- - 总统 –
    1. 伊斯蘭·卡里莫夫, 总统 of Uzbekistan（英语：Prime Minister of Uzbekistan） (1990–2016) [j]
    2. 尼格馬季拉·尤爾達舍夫, Acting 总统 of Uzbekistan（英语：Prime Minister of Uzbekistan） (2016)
    3. 肖開提·米爾則亞耶夫, 总统 of Uzbekistan（英语：Prime Minister of Uzbekistan） (2016–现今)

  - 总理 –
    1. 肖開提·米爾則亞耶夫, 乌兹别克斯坦总理 (2003–2016)
    2. 阿卜杜拉·阿里波夫, 乌兹别克斯坦总理 (2016–现今)
- 越南
  - 最高领导人 – 阮富仲, 越南共产党中央委员会总书记 (2011–现今)
  - 国家元首 –
    1. 张晋创, 越南社会主义共和国主席 (2011–2016)
    2. 陈大光, 越南社会主义共和国主席 (2016–现今)

  - 政府首脑
    1. 阮晉勇, 越南总理 (2006–2016)
    2. 阮春福, 越南总理 (2016–现今)
- 葉門
  -  葉門
    - 总统 – 阿卜杜拉布·曼苏尔·哈迪, 也门总统 (2012–现今)
    - 总理 –
      1. 哈立德·巴哈, 也门总理 (2014–2016)
      2. 艾哈邁德·奧貝德·本·德赫, 也门总理 (2016–现今)

  -   Supreme Revolutionary Committee of Yemen（英语：Supreme Revolutionary Committee） to 14 August 2016 then Supreme Political Council（英语：Supreme Political Council） (unrecognised（英语：international recognition of the Supreme Revolutionary Committee of Yemen）, rival government)
    - Head of State –
      1. 穆罕默德·阿里·胡塞, Head of the Supreme Revolutionary Committee of Yemen (2015–2016)
      2. 薩利赫·阿里·薩馬德, Head of the Supreme Political Council of Yemen（英语：Head of the Supreme Political Council） (2016–2018)

    - 总理 –
      1. Talal Aklan（英语：Talal Aklan）, 也门总理 (2016)
      2. Abdel-Aziz bin Habtour（英语：Abdel-Aziz bin Habtour）, 也门总理 (2016–现今)

## 欧洲
- 阿布哈茲 (partially recognised, secessionist state)
  - 总统t – 劳尔·朱姆科维奇·哈吉姆巴, 阿布哈兹总统 (2014–present)
  - 总理 –
    1. 阿尔图路·米克瓦比亚, 阿布哈兹总理 (2015–2016)
    2. 沙米利·阿新巴（英语：Shamil Adzynba）, 阿布哈兹代总理 (2016)
    3. 别斯兰·巴尔齐茨, 阿布哈兹总理 (2016–2018)
- 阿尔巴尼亚
  - 总统 – 布亚尔·尼沙尼, 阿尔巴尼亚总统 (2012–2017)
  - 总理r – 埃迪·拉马, 阿尔巴尼亚总理 (2013–present)
- 安道尔
  - Monarchs –
    - 安道尔大公 – 弗朗索瓦·奥朗德, 安道尔大公 (2012–2017)
      - Co-Prince's Representative –
        1. Thierry Lataste (2015–2016)
        2. Jean-Pierre Hugues (2016–2017)

    - Episcopal Co-Prince – Archbishop Joan Enric Vives Sicília, Episcopal Co-prince of Andorra (2003–present)
      - Co-Prince's Representative – Josep Maria Mauri (2012–present)

  - Prime Minister – Antoni Martí, Head of Government of Andorra (2015–present)

## 北美洲
- (英國海外領土)
  - 总督 – Christina Scott（英语：Christina Scott）, Governor of Anguilla（英语：Governor of Anguilla） (2013–2017)
  - 首席部长 – Victor Banks（英语：Victor Banks）, 安圭拉首席部長 (2015–present)
- 安地卡及巴布達
  - 君主 – 伊丽莎白二世, 安提瓜和巴布達君主 (1981–present)
  - 总督-General – Sir Rodney Williams（英语：Rodney Williams (总督-general)）, 安地卡及巴布達總督 (2014–present)
  - 总理 – 賈斯頓·布朗, Prime Minister of Antigua and Barbuda（英语：Prime Minister of Antigua and Barbuda） (2014–present)
- 阿鲁巴 (荷兰王国構成國）
  - 总督 – Fredis Refunjol（英语：Fredis Refunjol）, Governor of Aruba（英语：Governor of Aruba） (2004–2016)
  - 总理 – 迈克·艾曼, 阿魯巴首相 (2009–2017)
- 巴哈马
  - 君主 – 伊丽莎白二世, 巴哈马君主 (1973–present)
  - 总督 – 瑪格麗特·平德林, 巴哈馬總督 (2014–2019)
  - 总理 – 佩里·克里斯蒂, 巴哈马总理 (2012–2017)
- - 君主 – 伊丽莎白二世, 巴貝多女王 (1966–2021)
  - 总督 – Sir 埃利奧特·貝爾格雷夫, 巴貝多總督 (2012–2017)
  - 总理 – 弗罗因德尔·斯图亚特, 巴巴多斯总理 (2010–2018)
- - 君主 – 伊丽莎白二世, 伯利兹君主 (1981–present)
  - 总督-General – Sir 楊可為, 貝里斯總督 (1993–present)
  - 总理 – 迪安·奥利弗·巴罗, Prime Minister of Belize（英语：Prime Minister of Belize） (2008–present)
- 百慕大 (英國海外領土)
  - 总督 –
    1. George Fergusson（英语：George Fergusson (diplomat)）, Governor of Bermuda（英语：Governor of Bermuda） (2012–2016)
    2. Ginny Ferson（英语：Ginny Ferson）, Acting Governor of Bermuda（英语：Governor of Bermuda） (2016)
    3. 約翰·蘭金, Governor of Bermuda（英语：Governor of Bermuda） (2016–present)

  - Premier – 邁克爾·鄧克利, 百慕大總理 (2014–2017)
- 英屬維爾京群島 (英國海外領土)
  - 总督 – John Duncan（英语：John Duncan (diplomat)）, Governor of the British Virgin Islands（英语：Governor of the Virgin Islands） (2014–2017)
  - Premier – Orlando Smith（英语：Orlando Smith）, 英属维尔京群岛总理 (2011–present)
- 加拿大
  - 君主 – 伊丽莎白二世, 加拿大君主 (1952–present)
  - 总督 – 大衛·勞埃德·約翰斯頓, 加拿大總督 (2010–2017)
  - 总理 – 賈斯汀·杜魯多, 加拿大總理 (2015–present)
- 开曼群岛 (英國海外領土 of the United Kingdom)
  - 总督 – Helen Kilpatrick（英语：Helen Kilpatrick）, Governor of the Cayman Islands（英语：Governor of the Cayman Islands） (2013–2018)
  - Premier – Alden McLaughlin（英语：Alden McLaughlin）, 開曼群島總理 (2013–present)
- - 总统 – 路易斯·吉列爾莫·索利斯, President of Costa Rica（英语：President of Costa Rica） (2014–p2018)
- 古巴
  - 最高领导人 – 劳尔·卡斯特罗, 古巴共产党中央委员会第一书记 (2011–present)
  - 国家元首 – 劳尔·卡斯特罗, 古巴国务委员和主席 (2008–2018)
  - 政府首脑 – 劳尔·卡斯特罗, 古巴部长会议主席 (2008–2018)
- (荷兰王国 of the 荷兰王国)
  - 总督 – Lucille George-Wout, Governor of Curaçao (2013–present)
  - 总理 –
    1. 本·怀特曼, 库拉索总理 (2015–2016)
    2. Hensley Koeiman（英语：Hensley Koeiman）, 库拉索总理 (2016–2017)
- 多米尼克
  - 总统 – Charles Savarin, 多米尼克总统 (2013–present)
  - 总理 – 羅斯福·斯凱里特, 多米尼克总理 (2004–present)
- - 总统 – 达尼洛·梅迪纳, 多米尼加共和国总统 (2012–present)
- 薩爾瓦多
  - 总统 – 萨尔瓦多·桑切斯·塞伦, 萨尔瓦多总统 (2014–2019)
- 格瑞那達
  - 君主 – 伊丽莎白二世, 格林纳达君主 (1974–present)
  - 总督-General – Dame Cécile La Grenade, 格林纳达总督 (2013–present)
  - 总理 – 基思·米切尔, 格林納達總理 (2013–present)
- - 总统 –
    1. 亞歷杭德羅·馬爾多納多, Acting President of Guatemala（英语：President of Guatemala） (2015–2016)
    2. 吉米·摩拉利斯, President of Guatemala（英语：President of Guatemala） (2016–present)
- 海地
  - 总统 –
    1. 米歇爾·馬爾泰利, President of Haiti（英语：President of Haiti） (2011–2016)
    2. Evans Paul（英语：Evans Paul）, Head of State of Haiti（英语：President of Haiti） (2016)
    3. 若瑟萊姆·普利韋爾, Acting President of Haiti（英语：President of Haiti） (2016–2017)

  - 总理 –
    1. Evans Paul（英语：Evans Paul）, 海地總理 (2015–2016)
    2. 費利茨·尚, 海地總理 (2016)
    3. 依耐斯·讓-夏爾, 海地總理 (2016–2017)
- - 总统 – 胡安·奥兰多·埃尔南德斯, President of Honduras（英语：President of Honduras） (2014–present)
- 牙买加
  - 君主 – 伊丽莎白二世, 牙買加君主 (1962–present)
  - 总督-General – Sir 帕特里克·艾伦, 牙買加總督 (2009–present)
  - 总理 –
    1. 波蒂亚·辛普森-米勒, 牙买加总理 (2012–2016)
    2. 安德鲁·霍尼斯, 牙买加总理 (2016–present)
- 墨西哥
  - 总统 – 恩里克·培尼亚·涅托, 墨西哥总统 (2012–present)
- (英國海外領土)
  - 总督 – Elizabeth Carriere（英语：Elizabeth Carriere）, Governor of Montserrat (2015–2018)
  - Premier – 唐纳森·罗密欧, 蒙塞拉特島總理 (2014–present)
- 尼加拉瓜
  - 总统 – 丹尼尔·奥尔特加, President of Nicaragua（英语：President of Nicaragua） (2007–present)
- 巴拿马
  - 总统 – 胡安·卡洛斯·瓦雷拉, 巴拿马总统 (2014–2019)
- 波多黎各 (美國自治領土)
  - 总督 – 亚历山大·加尔西亚·帕迪利亚, 波多黎各总督 (2013–2017)
- (法國海外集体)
  - Prefect – Anne Laubies（英语：Anne Laubies）, Prefect of Saint Barthélemy (2015–present)
  - Head of Government – Bruno Magras（英语：Bruno Magras）, 圣巴泰勒米领地委员会 (2007–present)
- 圣基茨和尼维斯
  - 君主 – 伊丽莎白二世, 圣基茨和尼维斯君主 (1983–present)
  - 总督 – Sir 塔普利·西頓, 聖克里斯多福及尼維斯總督 (2015–present)
  - 总理 – 提摩西·哈里斯, 圣基茨和尼维斯总理 (2015–present)
- 圣卢西亚
  - 君主 – 伊丽莎白二世, 圣卢西亚君主 (1979–present)
  - 总督 – Dame 皮尔莱特·路易斯, 圣卢西亚总督 (1997–2017)
  - 总理 –
    1. 肯尼·安东尼, 圣卢西亚总理 (2011–2016)
    2. 艾倫·切斯特尼, 圣卢西亚总理 (2016–present)
- 法属圣马丁 (法國海外集体)
  - Prefect – Anne Laubies（英语：Anne Laubies）, Prefect of Saint Martin（英语：Prefect of Saint Martin） (2015–present)
  - Head of Government – Aline Hanson（英语：Aline Hanson）, President of the Territorial Council of Saint Martin（英语：Territorial Council of Saint Martin） (2013–2017)
- (法國海外集体)
  - Prefect –
    1. Jean-Christophe Bouvier, 聖皮埃爾和密克隆長官 (2014–2016)
    2. Henri Jean, 聖皮埃爾和密克隆長官 (2016–2018)

  - Head of Government – Stéphane Artano（英语：Stéphane Artano）, 圣皮埃尔和密克隆领地委员会 (2006–present)
- - 君主 – 伊丽莎白二世, 聖文森及格瑞那丁君主 (1979–present)
  - 总督 – Sir 弗雷德里克·巴兰坦, 聖文森及格瑞那丁總督 (2002–2019)
  - 总理 – 拉尔夫·冈萨尔维斯, 聖文森及格瑞那丁總理 (2001–present)
- 荷屬聖馬丁 (荷兰王国 構成國)
  - 总督 – Eugene Holiday（英语：Eugene Holiday）, Governor of Sint Maarten（英语：Governor of Sint Maarten） (2010–present)
  - 总理 – 威廉·马丁, 荷屬聖馬丁總理 (2015–2017)
- 千里達及托巴哥
  - 总统 – 安東尼·卡莫納, 千里達及托巴哥總統 (2013–2018)
  - 总理 – 基思·罗利, 千里達及托巴哥總理 (2015–present)
- (英國海外領土)
  - 总督 –
    1. Peter Beckingham（英语：Peter Beckingham）, Governor of the Turks and Caicos Islands（英语：Governor of the Turks and Caicos Islands） (2013–2016)
    2. Anya Williams（英语：Anya Williams）, Acting Governor of the Turks and Caicos Islands（英语：Governor of the Turks and Caicos Islands） (2016)
    3. John Freeman（英语：John Freeman (diplomat)）, Governor of the Turks and Caicos Islands（英语：Governor of the Turks and Caicos Islands） (2016–present)

  - 總理 –
    1. 露乌法斯·尤因 (2012–2016)
    2. 夏琳·卡特賴特-羅賓遜, (2016–present)
- 美国
  - 总统 – 贝拉克·奥巴马（2009–2017)
- 美屬維爾京群島 (美國島嶼地區)
  - 总督 – Kenneth Mapp（英语：Kenneth Mapp）, 美屬維京群島總督列表 (2015–present)